# Glaphyromorphus punctulatus
Espèce
Synonymes
- Lygosoma punctulatum Peters, 1871
- Lygosoma heterodactylum Günther, 1876

Glaphyromorphus punctulatus est une espèce de sauriens de la famille des Scincidae.

## Répartition
Cette espèce est endémique du Queensland en Australie.

## Publication originale
- Peters, 1871 : Über einige Arten der herpetologischen Sammlung des berliner zoologischen Museums. Monatsberichte der Königlich preussischen Akademie der Wissenschaften zu Berlin, vol. 1, p. 644-653 (texte intégral).